# 九原岗北朝壁画墓
九原岗北朝壁画墓位于中华人民共和国山西省忻州市忻府区兰村乡下社村东北，是山西省文物保护单位九原冈墓群中的一座。九原岗北朝壁画墓是忻州市发现的首座北朝墓葬。由于此墓多次被盗，出土文物不多，墓志也被盗走，墓主人的身份不能确定。专家根据墓葬的规模推断，墓主人是北齐高氏的核心人物。墓中现存的壁画达200平方米，墓道东西两壁发现的狩猎图达70平方米，是中国境内发现的面积最大的北朝墓葬狩猎图。墓道北壁上的壁画表现的建筑使用了斜栱，还使用了双柱式斗栱，对于中国建筑史的研究具有重要意义。九原岗北朝壁画墓入围2013年度全国十大考古新发现终评，但没能当选。

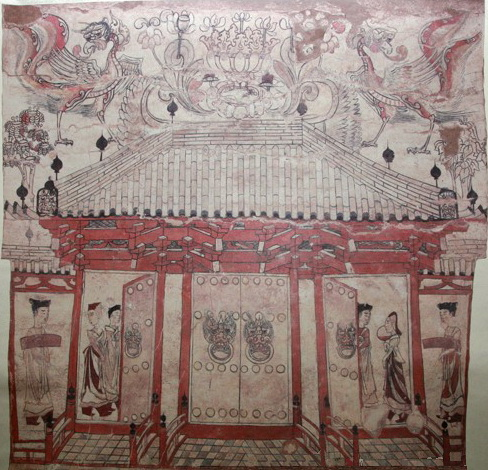
墓道北壁壁画上的木构建筑

## 发掘
2013年，山西大学考古学硕士研究生景耀忠做野外调查时，在山西省忻州市忻府区兰村乡下社村东北的玉米地中发现了一座被盗的壁画墓。由于墓中有壁画，景耀忠认为此墓价值重大，将此事告知了山西大学考古系教授郎保利，并报告山西省考古研究所。2013年3月，山西省考古研究所派出专家组到忻州勘查了这座壁画墓。2013年6月下旬，国家文物局批准进行抢救性发掘，山西省考古研究所和忻州市文物管理处联合组成考古队，山西博物院学术委员会主任、研究员渠传福担任执行领队。由于此墓被盗严重，墓中仅仅出土了很多陶俑的残片、少量陶瓷残片、几十只铁质棺钉。发掘中清理了200余平方米的壁画，初步加固了壁画，实施了现场保护。甬道和墓道的壁画已经被盗墓者破坏。根据壁画的特点，专家判断此墓为北朝墓葬。墓志已经被盗，无法确定墓主的身份。发现的骨骼保存状况不佳，暂不能由人骨确定墓主的年龄、性别。2013年12月24日，中国12位著名考古学者考察了九原岗北朝壁画墓，原中国国家博物馆田野考古部主任、研究员信立祥称，从规模、形制来看，此墓的等级与河北省磁县湾漳大墓相近。学者推测湾漳大墓的墓主为北齐皇帝高洋，由此可见九原岗北朝壁画墓的墓主应当是北齐高氏的核心人物。信立详评价称，九原岗北朝壁画墓对研究北朝晚期社会生活、绘画艺术及中国古代建筑史有着非同寻常的意义，也说明忻州市古时是胡汉交流、民族共处的重要地区。2013年12月25日，山西省考古研究所组织了九原岗北朝壁画墓考古发掘现场公众开放日，数十家媒体参加了活动。

## 墓葬
九原岗北朝壁画墓坐北朝南，是一座带斜坡墓道的砖室墓，单墓室。此墓分为封土、斜坡墓道、甬道和墓室四部分。现存封土平面为不规则形，东西宽16米、南北长26米、高7米左右。封土由浅黄色土夯成，下半部分夯层厚0.1至0.2米，夯土较坚硬，质量较好；上半部分夯层质量较差，最厚处厚为0.6米。封土西侧，有现代盗洞一个，直接通向墓室，严重破坏了墓葬。
墓道平面为长方形，长30.5米，上口宽3.4米、底宽2.45米，上口比底部宽。墓道的开口在地表0.5至0.7米以下，底部深6.55米。墓道的两壁为四层阶梯，由上至下每层内收0.25米左右。墓道东壁中部有长方形盗洞一个，盗洞竖直挖到了墓道底部，然后自墓道东壁自上向下的第四层进入墓室，这几乎完全毁掉了东壁的第四层壁画。盗洞留下的断面体现了墓道的修造过程：修筑时，首先挖一个长方形的土圹，然后在东西两壁垒砌土坯，增加墙体强度，随后土坯上抹1至2厘米厚的一层草拌泥，最后在草拌泥上抹白灰，绘制壁画。除东、西两壁，墓道的北壁也有壁画。
墓道与墓室之间的甬道长3米，宽1.95米，高3.3米，拱形券顶，平面为长方形。甬道的南端原本砌有一座石门，发掘时仅有石质门楣残存，门楣厚0.24米。专家估计，原本的青石质墓门高约两米。当地村民称，十年前盗墓者盗走了墓门。甬道北端与墓室相连之处残存有砖砌的封门墙，残高0.7米，厚0.45米。甬道东西两壁、顶部原本都有壁画，但是发掘时仅顶部有小面积的壁画残存，其余均已被破坏。
墓室平面呈弧边方形，穹隆顶，砌筑于一个方形土圹内。墓室东西宽5.9米，南北长5.75米、高8.8米。墓室被盗非常严重。墓室四壁原本都有壁画，考古发掘时仅有墓室顶部的星象图尚在。墓室的填土中出土了很多壁画残片，考古工作者据此推断墓室四壁的壁画已被盗墓者盗揭。墓室地面散落着残破的砖块、棺木，还有盗墓者丢下的毛毯、矿泉水瓶等杂物。

## 出土
由于多次被盗，九原岗北朝壁画墓出土的文物不多。清理墓葬时，考古工作者发现了一些随葬品的残片，残片皆已离开了原有位置。墓中出土的文物有：大量陶俑残片、几十件铁质棺钉、少量的陶器残片和少量的瓷器残片。墓中出土的人骨较少，保存状况不佳，暂不能由人骨确定墓主的年龄、性别。墓志也已被盗。据当地村民说，墓志在十余年前被盗卖，墓志上有“大将军”三字（也有说法称，墓志上有“秀容大将军”几字）。

## 壁画
九原岗北朝壁画墓现存的壁画主要分布在墓道的东、西、北三壁。甬道顶部、墓室顶部也有一些壁画残存。原本甬道的两壁、墓室的四壁也有壁画，但由于破坏严重，几乎无存。

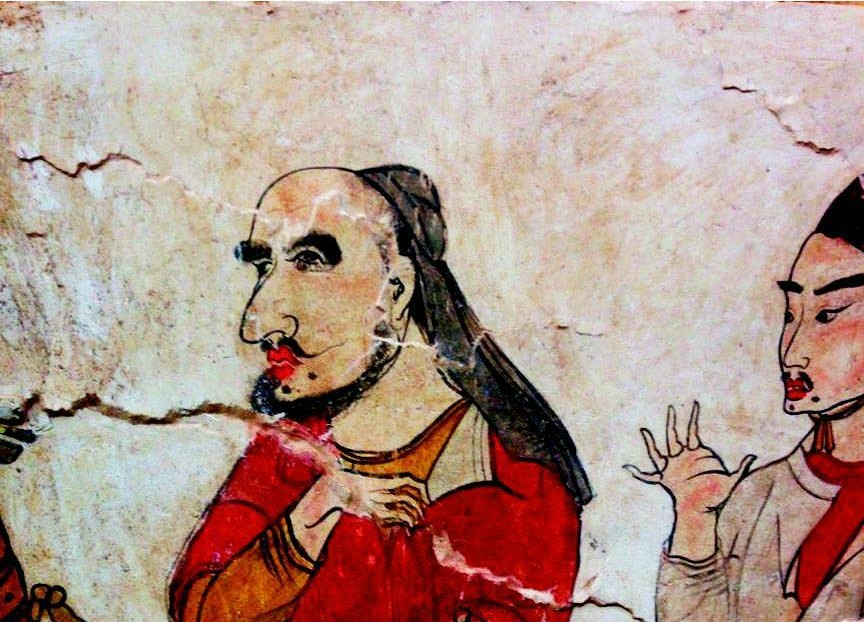
狩猎图中的中亚人

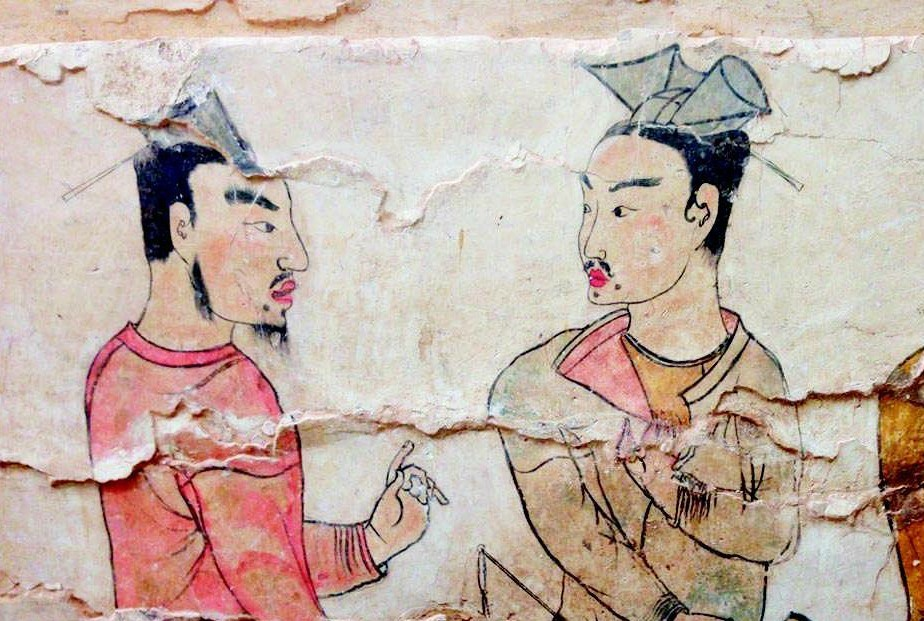
第三层壁画，出行图中交谈的武士

墓道东、西两壁的壁画都有四层。从上往下，两壁的第一层都绘有仙人、畏兽、神鸟等，以流云、忍冬纹饰补白。畏兽之中，有《山海经》记载的一种食虎、豹的马（“駁”）和一种食蛇的怪兽（“疆良”）。第二层的北段都描绘了狩猎场景。狩猎图内容丰富，表现的人物、动物都非常生动。第二层的南段都绘有幕僚和侍者，其中还有两个中亚人。西壁狩猎图中，一位戴将军帽、骑着马的人正要弯弓射箭，他的面前是奔跑的鹿群，他身后是一位手拿令旗的人，似乎是整个狩猎队伍的指挥官。第三层都表现了出行队列，武士个个站立、带着弓箭。西壁的南端绘有一只猎狗与一只雄鹰捕兔的场面，狗与鹰的后面是一位骑马的少年，他右臂前伸，似乎在指挥捕猎。东壁的第四层壁画全部毁于盗洞。西壁第四层表现的仍是出行队列，队列由一群站立的武士组成。
墓道北壁的壁画绘有一座宏伟的木构建筑，庑殿顶。屋顶正上方是一只火盆，火盆左右两边各有一只兽首鸟身的怪兽。屋檐下站有侍女六人。这座木构建筑面阔五间，使用了斜栱。画中建筑使用了双柱式斗栱，亦为首次在壁画中发现。之前，学界通常认为北朝建筑使用的斗栱基本不出跳，初唐建筑的斗栱虽出跳但非常简单。九原岗北朝壁画墓中的这座建筑使用了复杂的斗栱，而且有出跳，改变了人们对中国古代建筑史的认识。信立祥甚至说，画上的这座门楼“足可以重写中国建筑史”。
甬道顶部的壁画表现了一只畏兽。墓室顶部壁画为星象图，保存较为完整。墓室东壁上方残存的壁画绘有三足乌。专家根据已发掘的南北朝墓葬推断，墓室壁画分为三层，由上至下依次是星象图、四神图（即青龙、白虎、朱雀、玄武）、牛车鞍马图。
学者评论称，此壁画虽非北朝绘画的最高水平，但它是非常难得的北朝绘画资料，它反映了北朝晚期绘画的特点，例如长卷式、以山和树来分隔人物。壁画中的神怪形象，是研究中国古人精神世界的宝贵材料。长卷式的狩猎图，在中国考古界非常罕见。壁画的画风、画中人物的形象都体现了草原民族的特点。发掘过程中，考古队对壁画采取现场保护，进行了初步的加固。2014年1月，考古队执行领队渠传福表示，计划对九原岗的壁画进行揭取保护。2014年10月，壁画揭取保护方案经专家论证通过。2015年1月，墓道和甬道的壁画完成揭取，并搬迁至山西博物院进行保护，2018年初开始进行修复。

## 其他
首都师范大学特聘教授张金龙认为，九原岗北朝壁画墓的墓主很可能是厍狄干

## 参看
- 徐显秀墓
- 邓州南朝彩色画像砖

## 外部連結
- 张庆捷; 张喜斌; 李培林; 冀保金.  (PDF). 考古. 2015, (7): 51–74  [2017-05-02]. CNKI KAGU201507006. （原始内容存档 (PDF)于2020-10-20）.